# Свети Тимотеј Есфигменски
Свети Тимотеј Есфигменски је православни монах и светитељ из 18. века.
Рођен је у Тракијском селу Кисана. Био је ожењен и имао 2 кћери. Османлије су му отели жену и натериали да се потурчи и прими ислам. Да би је избавио из харема и он се привидно потурчи. Након што ју је на овај начин избавио обоје су се замонашили и посветили монашком животу, она у женском манастиру у Кидонији, а он на Светој Гори, најпре у Лаври преподобног Атанасија а касније у манастиру Есфигмен. 
Убијен је у Једрену 29. октобра 1820. године, након што је одбио да прими муслиманску веру. Тело му је бачено у реку, а одећа пренета у манастир